# Morfina (CNL)
Morfina foi um programa de televisão de Clara Pinto Correia, produzido por Cláudia Carrilho e realizado por Rui Pinto de Almeida, emitido pelo extinto canal CNL entre Outubro de 1999 e Junho de 2000 e publicado depois em livro e em VHS, em Novembro de 2000.
O programa Morfina passou todas as noites no fecho da emissão directa do CNL, de Outubro de 1999 a Junho de 2000. Chamou-se assim em homenagem ao deus grego dos sonhos- Morfeu, porque a ideia básica era contar uma história às pessoas antes de elas irem dormir.No programa todas as histórias eram contadas por Clara Pinto Correia, e a ouvi-la estava sempre Quim Leitão, ambos enquadrados num ambiente em que a luz e os adereços assumiam duplas leituras. No fim do programa surgia a canção Morfina (o último texto publicado no livro).

## Livro
1. O Livro do Senhor
2. A Mãe
3. Mariquices
4. O Factor Pindérico
5. A Marca do Zorro
6. A Saída
7. Os Valentes
8. Laranjeiras
9. O Coração
10. O Último a Rir
11. A Cura para o Cancro
12. As Pedras
13. Os Moiros
14. A Tese
15. A Sorte dos Outros
16. Dick's Dust
17. O Truque dos Genes
18. A História de um Grande Amor
19. Juízo Final
20. Já Depois do Fim
21. A Maria
22. O Deserto
23. A Farinha Amparo
24. O Bicho Verde
25. Os Capitalistas
26. Novos Contos de Fadas
27. A Tragédia da Lista Telefónica
28. O Fuzileiro
29. Felicidades
30. O Serrote
31. Os Anjos
32. Os Híbridos
33. Razões Vis
34. Heróis do Mar
35. A Língua de Deus
36. O Sorriso
37. O Milénio
38. À Direita do Pai
39. Morfina